# Ruta Estatal de Nevada 726
La Ruta Estatal de Nevada 726, y abreviada SR 726 (en inglés: Nevada State Route 726) es una carretera estatal estadounidense ubicada en el estado de Nevada. La carretera inicia en el Oeste desde la  US 95     en Fallon hacia el Este en la  US 95 . La carretera tiene una longitud de 3 km (1.866 mi).

## Mantenimiento
Al igual que las autopistas interestatales, y las rutas federales y el resto de carreteras estatales, la Ruta Estatal de Nevada 726 es administrada y mantenida por el Departamento de Transporte de Nevada por sus siglas en inglés Nevada DOT.

## Cruces
La Ruta Estatal de Nevada 726 es atravesada principalmente por la .